# Winfried Bischler
Winfried Bischler (* 24. März 1953 in Bayern) ist ein deutscher Polizeibeamter. Er war vom 20. Januar 2015 bis 30. September 2016 Leiter der Abteilung "Öffentliche Sicherheit" im Thüringer Ministerium für Inneres und Kommunales.

## Leben
Bischler begann 1974 als Polizeikommissarsanwärter bei der bayerischen Bereitschaftspolizei. Nach Tätigkeiten an der Beamtenfachhochschule und als Sachbearbeiter im Bereich Ermittlungen Terrorismus im Bayerischen Landeskriminalamt war er als Kommandoführer des Begleitschutzes für den Ministerpräsidenten Franz Josef Strauß tätig. Dem folgten verschiedene Führungsaufgaben, wie von 1988 bis 1989 als Leiter des Lagezentrums Bayern im Bayerischen Staatsministerium des Innern und anschließend als Leiter des Sachgebiets Terrorismus im Bayerischen Landeskriminalamt, sowie als stellvertretender Direktionsleiter der Polizeidirektion Fürstenfeldbruck. Von 1993 bis 1997 war Bischler Leiter des Sachgebiets Verbrechensbekämpfung im Polizeipräsidium Oberbayern und anschließend für fünf Jahre Sachgebietsleiter im Bayerischen Staatsministerium des Innern und im Anschluss ebenso lange Leiter des Fortbildungsinstitutes der bayerischen Polizei. Seit Januar 2009 war er Vizepräsident im Polizeipräsidium Oberbayern Nord in Ingolstadt und wurde im Oktober 2012 Präsident der Thüringer Polizei. Am 20. Januar 2015 wurde Bischler auf Beschluss der Landesregierung zum Abteilungsleiter "Öffentliche Sicherheit" im Thüringer Ministerium für Inneres und Kommunales ernannt.
Er ist damit der höchstrangige Polizist Thüringens seit der Wende (goldenes Eichenlaub und vier Sterne).
Ende September 2016 ging Bischler in Pension.